# Синкава (станция, Хоккайдо)
Станция Синкава (яп. 新川駅 синкава эки) — железнодорожная станция в японском городе Саппоро, обслуживаемая компанией JR Hokkaido. На этой станции можно использовать Kitaca (смарт-карта).

## История
Станция Синкава была открыта 1 ноября 1986 года. С приватизацией JNR она перешла под контроль JR Hokkaido. В 1996 году была построена приподнятая станция. В период между 1995 и 2000 годами между Хатикэн и Айносато-Кёикудай был обнаружен двойной путь. Этим линия между Соэн — Хоккайдо-Ирёдайгаку была электрифицирована в 2012.

## Линии
- JR Hokkaido
  - Линия Сассё

## Планировка
Платформы 
| 1 | ■Линия Сассё | на станции Саппоро                                         |
| 2 | ■Линия Сассё | на станции Айносато-Кёикудай, Тобецу и Хоккайдо-Ирёдайгаку |